# Porcellio cavernicolus
Porcellio cavernicolus là một loài chân đều trong họ Porcellionidae. Loài này được Vandel miêu tả khoa học năm 1945.